# Вишнівська сільська рада (Татарбунарський район)
Вишні́вська сільська́ ра́да —колишня  адміністративно-територіальна одиниця та орган місцевого самоврядування в Татарбунарському районі Одеської області. Адміністративний центр — село Вишневе.

## Загальні відомості
Вишнівська сільська рада утворена в 1944 році.
- Територія ради: 56,77 км²
- Населення ради: 1 415 осіб (станом на 2001 рік)

## Населені пункти
Сільській раді підпорядковані населені пункти:
- с. Вишневе

## Населення
Згідно з переписом УРСР 1989 року чисельність наявного населення сільської ради становила 1574 особи, з яких 699 чоловіків та 875 жінок.
За переписом населення України 2001 року в сільській раді мешкало 1396 осіб.

### Мова
Розподіл населення за рідною мовою за даними перепису 2001 року:
| Мова       | Відсоток |
| ---------- | -------- |
| українська | 90,81 %  |
| молдовська | 6,29 %   |
| російська  | 1,34 %   |
| болгарська | 0,64 %   |
| циганська  | 0,28 %   |
| гагаузька  | 0,14 %   |
| румунська  | 0,07 %   |
| інші       | 0,43 %   |

## Склад ради
Рада складається з 16 депутатів та голови.
- Голова ради: Ільїна Світлана Анатоліївна
- Секретар ради: Зубак Марія Іванівна

### Керівний склад попередніх скликань
| Прізвище, ім'я, по батькові | Основні відомості                                                                       | Дата обрання | Дата звільнення |
| --------------------------- | --------------------------------------------------------------------------------------- | ------------ | --------------- |
| Ільїна Світлана Анатоліївна | Сільський голова, 1967 року народження, освіта середня спеціальна                       | 26.03.2006   | 31.10.2010      |
| Ільїна Світлана Анатоліївна | Сільський голова, 1967 року народження, освіта середня спеціальна, член Партії регіонів | 31.10.2010   |                 |

Примітка: таблиця складена за даними сайту Верховної Ради України

### Депутати
За результатами місцевих виборів 2010 року депутатами ради стали:

#### За суб'єктами висування
| Суб'єкт висування      | Кількість обраних депутатів | %    |
| ---------------------- | --------------------------- | ---- |
| Партія регіонів        | 11                          | 68,8 |
| Народна партія         | 4                           | 25   |
| Аграрна партія України | 1                           | 6,3  |

#### За округами
| № округу               | Прізвище, ім'я, по батькові        | Дата визнання обраним | Освіта             | Партійна приналежність | Відомості про обраного депутата                                           |
| ---------------------- | ---------------------------------- | --------------------- | ------------------ | ---------------------- | ------------------------------------------------------------------------- |
| Аграрна партія України |                                    |                       |                    |                        |                                                                           |
| 7                      | Зубак Алла Андріївна               | 01.11.2010            | вища               | позапартійна           | сільськогосподарський виробничий кооператив «Вишневе», головний бухгалтер |
| Народна Партія         |                                    |                       |                    |                        |                                                                           |
| 6                      | Беженар Сергій Олександрович       | 01.11.2010            | середня            | позапартійний          | товаровиробник                                                            |
| 11                     | Гавриленко Олександр Маркович      | 01.11.2010            | середня спеціальна | член Народної партії   | пенсіонер                                                                 |
| 12                     | Куліш Анатолій Пилипович           | 01.11.2010            | середня спеціальна | член Народної партії   | пенсіонер                                                                 |
| 14                     | Ботезат Анатолій Григорович        | 01.11.2010            | середня спеціальна | позапартійний          | приватний підприємець                                                     |
| Партія регіонів        |                                    |                       |                    |                        |                                                                           |
| 1                      | Гудима Вячеслав Всеволодович       | 01.11.2010            | середня            | позапартійний          | пенсіонер                                                                 |
| 2                      | Вацькова Ольга Ігнатівна           | 01.11.2010            | середня            | позапартійна           | Вишнівський навчально-виховний комплекс, вчитель                          |
| 3                      | Кондрук Анжела Вікторівна          | 01.11.2010            | середня            | член Партії регіонів   | Вишнівський навчально-виховний комплекс, завгосп                          |
| 4                      | Опришан Світлана Іванівна          | 01.11.2010            | середня            | позапартійна           | приватний підприємець                                                     |
| 5                      | Зубак Марія Іванівна               | 01.11.2010            | середня            | член Партії регіонів   | Вишнівська сільська рада, секретар                                        |
| 8                      | Скальська Любов Іванівна           | 01.11.2010            | середня            | член Партії регіонів   | тимчасово не працює                                                       |
| 9                      | Продан Таміла Володимирівна        | 01.11.2010            | вища               | позапартійна           | тимчасово не працює                                                       |
| 10                     | Чумаченько Володимир Олександрович | 01.11.2010            | вища               | позапартійний          | будинок культури, директор                                                |
| 13                     | Насіковська Світлана Павлівна      | 01.11.2010            | середня            | член Партії регіонів   | Вишнівська сільська рада, землевпорядник                                  |
| 15                     | Лук'ян Лідія Андріївна             | 01.11.2010            | середня            | член Партії регіонів   | тимчасово не працює                                                       |
| 16                     | Семененко Юлія Антонівна           | 01.11.2010            | вища               | позапартійна           | поштове відділення, керівник                                              |